# Melón con vino
El melón con vino es un cóctel preparado con un melón entero, vino blanco y azúcar. Originario de España, actualmente es consumido popularmente en Chile y en Argentina, donde también se conoce como melancía, es popular en las provincias de Córdoba,  San Juan y Mendoza, aunque ha crecido su consumo a nivel nacional a finales de la década de 2010.

## Preparación
Para prepararlo se emplea un melón, usualmente de la variedad tuna (de pulpa verde), que se abre por la parte superior y se le extraen las semillas. Luego se escarba su interior para extraer jugo y disolver la pulpa y se añade vino blanco o pipeño, azúcar y opcionalmente hielo.

## En el arte

### Literatura
Pueden encontrarse referencias a la combinación de melón con vino con anterioridad al español moderno. Por ejemplo, frases tales como "el melón madura, quiere el vino puro" en obras de Baltasar Gracián.
En la novela Sota de copas, reina de espadas de 1986, de la autora española Carolina-Dafne Alonso-Cortés, el cóctel es consumido en los albores del Reino de Castilla en el siglo XI.

### Música
- Helmuth "El Sonri" Silva - «En la playa de Tomé» (2011)
- La Combo Tortuga - «Tortuga vacilona» (2013)
- La Teruka - «Melón con vino» (2014)
- Los Perros Chatos - «La cumbia del melón con vino» (2017)
- Wos - «Melón vino» (2019)
- Chancho en Piedra" - «El Durazno y El Melón» (2000)

## En Chile
En Chile, país donde también es denominado como melvin, desde 2012 se conmemora el 15 de enero el «Día del Melón con Vino», con celebraciones en el Parque O'Higgins y el Parque Quinta Normal. Sin embargo, desde años atrás, también formó parte de las celebraciones del Día del Roto chileno, que tiene lugar cada 20 de enero y que rememora la batalla de Yungay, en el marco de la guerra de Independencia del país.